# Dreharbeiten
Die Dreharbeiten (Singular: die Dreharbeit, umgangssprachlich auch der „Dreh“) sind in der Phasengliederung einer Filmproduktion die dritte, ausführende Phase, in der durch die Arbeit des Filmstabs und der Schauspieler die eigentlichen Filmaufnahmen entstehen. Der Begriff stammt vom Drehen der Antriebskurbel bei den ursprünglichen Filmkameras der Stummfilmzeit.

## Tätigkeiten

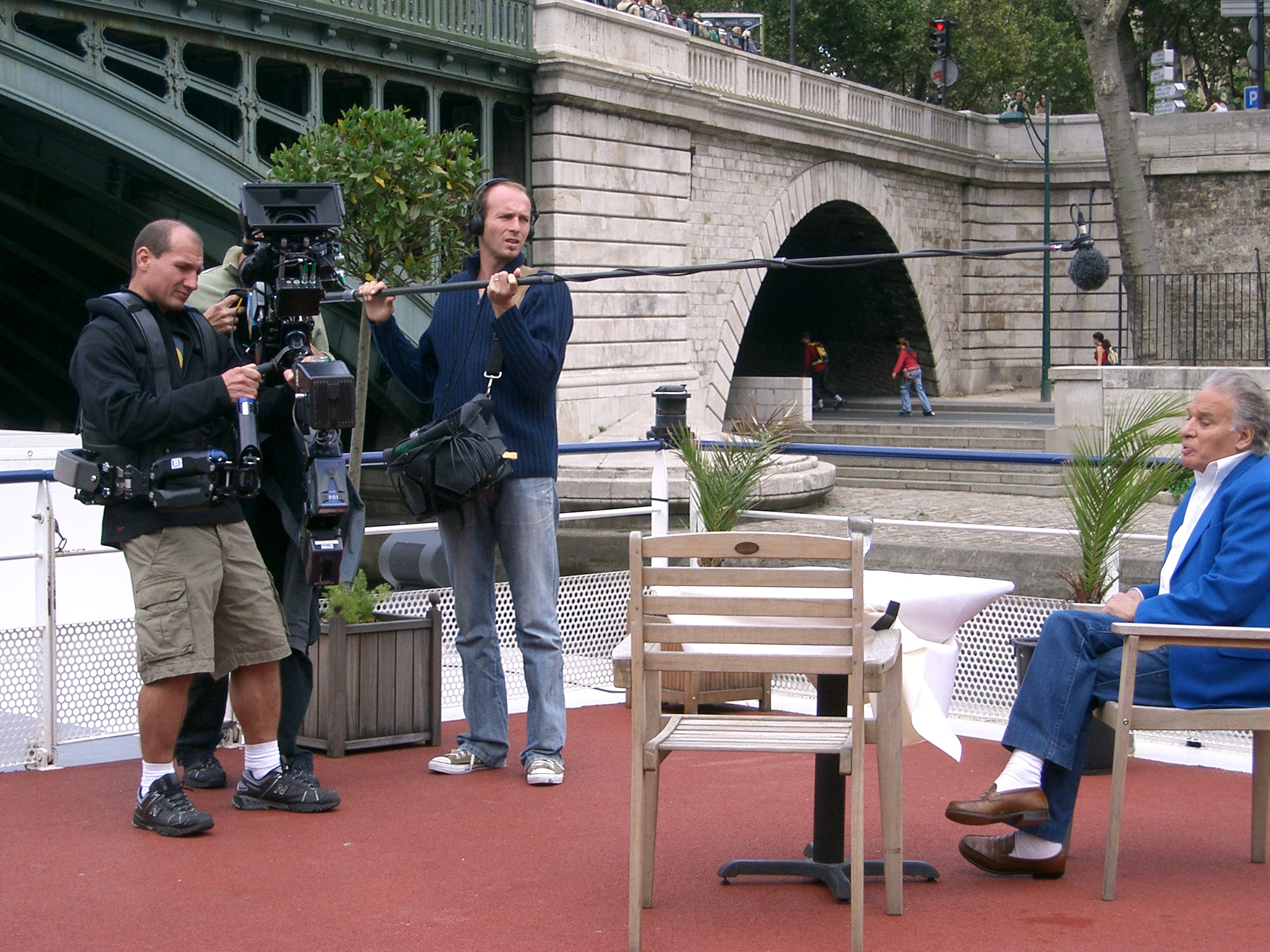
Kameramann und Tonassistent
bei Dreharbeiten

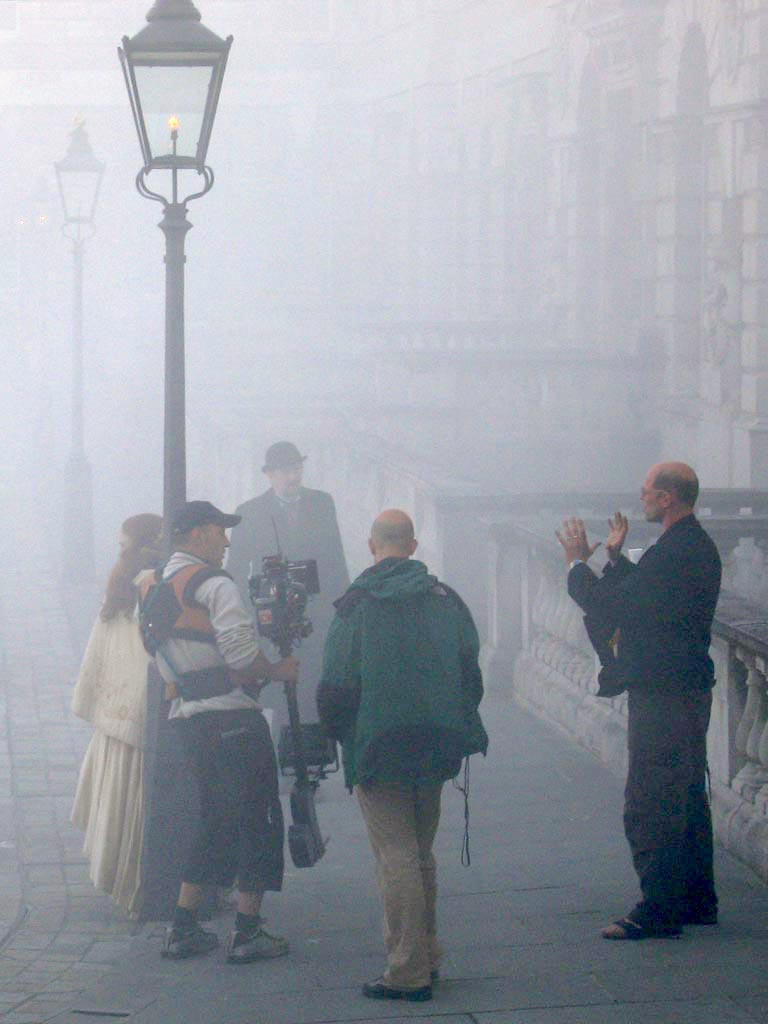
Dreharbeiten „on location“, also am Ort der Erzählung

An den Dreharbeiten ist neben den klassischen Filmberufen Schauspieler, Regisseur, Kameramann oder Tonmann und ihren jeweiligen Assistenzen (Regieassistent, Kameraassistent, Tonassistent) vor allem der Aufnahmeleiter entscheidend beteiligt. Er ist für die tägliche Durchführung des Drehs zuständig und trägt die Verantwortung für die Tagesdisposition, die Organisation von Absperrungen und Transporten oder das Catering. Bei größeren Produktionen gibt es neben dem Aufnahmeleiter am Set des Öfteren einen zweiten im Produktionsbüro. In Zusammenarbeit mit dem Produktionsleiter erstellt er im Vorfeld der Dreharbeiten zudem den Drehplan und sucht nach Drehorten. Der dem Produzenten unterstehende Produktionsleiter ist weiterhin für die möglichst wirtschaftliche Organisation der Mitarbeiter und Schauspieler verantwortlich und betreut neben der Überwachung der Dreharbeiten die gesamte Filmproduktion.
Darüber hinaus existieren zahlreiche weitere Tätigkeiten, die der Organisation und dem geordneten Ablauf der Dreharbeiten dienen, etwa Kabelträger, Produktionsfahrer oder Set-Runner. Andere Tätigkeiten existieren in Zusammenhang mit der Anfertigung eines täglichen Produktionsberichts (engl. production report), der den Fortschritt der Dreharbeiten gegenüber dem Drehplan aufzeigt und weitere Berichte beinhaltet. Dazu gehört der Drehbericht (engl. dope sheet) mit Hinweisen für das Kopierwerk und den Schneideraum, die Continuity-Notizen für die Einhaltung von Anschlussdetails sowie ein Bericht über unvorhergesehene Ereignisse. Daneben wird ein Tonbericht erstellt (engl. sound report), der ähnlich dem Drehbericht detaillierte Angaben zum aufgenommenen Material, jedoch in Bezug auf die Tonaufnahmen, enthält. Weitere typische Tätigkeiten bei den Dreharbeiten sind die des Script Supervisors zur Protokollierung von Drehbuchänderungen oder des Standfotografen zur Anfertigung von Bildmaterial für Werbe- und Dokumentationszwecke.

## Ablauf

### Vorbereitung
Dreharbeiten können im Filmstudio oder an Originalmotiven durchgeführt werden. Die Wahl des Drehorts (engl. location) hat dabei künstlerische und ökonomische Gründe. Während der Dreh im Filmstudio die größte Planungssicherheit bietet, ist die Produktion der Kulissen mitunter mit einem großen finanziellen Aufwand verbunden. Auch aus künstlerischen Gründen (vgl. auch Nouvelle Vague und Dogma 95) wird deshalb oft an Originalschauplätzen gefilmt, also „on location“, obwohl Außendrehs einen höheren Aufwand als Studiodrehs erfordern, da Ausrüstung und Personal an den Drehort gebracht werden müssen. Während in der Frühzeit des Films möglichst viele Außenaufnahmen gemacht wurden, weil Sonneneinstrahlung eine Belichtung des noch recht unempfindlichen Materials ermöglichte, wird heutzutage, auch durch den vermehrten Einsatz von CGI-Effekten, immer mehr im Studio gedreht.
In Abhängigkeit von den Gesetzen des jeweiligen Landes sind vom Produzenten vor Drehbeginn für die gewählten Drehorte Drehgenehmigungen von Privatpersonen, Behörden oder Firmen einzuholen. Bei aufwendigen Filmaufnahmen sind unter Umständen Sperrungen im Innenstadtbereich mit Beschilderung und Umleitungen notwendig. In Deutschland ist für Dreharbeiten im öffentlichen Straßenraum eine Ausnahmegenehmigung nach § 46  StVO notwendig. Sie muss immer dann vorliegen, wenn öffentliches Straßenland abweichend von der StVO genutzt werden soll. Meistens ist eine Drehgenehmigung innerhalb städtischer Gebiete mit Gebühren verbunden, die abhängig ist von Aufwand und Umfang der Filmaufnahmen sowie der Attraktivität des Drehorts.

Beispiel eines Drehplans

Wenn die Drehorte feststehen, werden die Drehbuchszenen jeweils in einen Drehbuchauszug (engl. script breakdown) mit allen für die Dreharbeiten relevanten Informationen zusammengefasst. Anschließend entsteht mit dem Drehplan die organisatorische Abfolge der Dreharbeiten unter Angabe der Schauplätze, Dekorationen sowie des notwendigen Personals und Equipments, geordnet nach Datum und Uhrzeit. Die Reihenfolge der zu drehenden Szenen ist nicht chronologisch, sondern richtet sich nach organisatorischen Aspekten wie der Verfügbarkeit der Darsteller oder des Motivs sowie bei Außenaufnahmen nach Jahreszeit, Wetter und Lichtsituation. In der Regel werden alle Szenen eines Motivs am Stück gedreht.
Für jeden Drehtag gibt es eine Tagesdisposition (engl. production breakdown), welche die relevanten Informationen aus dem Drehplan zusammenfasst und genau auflistet, wer für einen geplanten Tagesdreh am Set sein muss. Gleichzeitig gibt sie Auskunft über Szenen-Nummern, die für den Tag verbindlichen Drehbuchseiten und Drehorte sowie das nötige Equipment.

### Hauptdreharbeiten
Die Phase der eigentlichen Dreharbeiten ist erfahrungsgemäß die kostenintensivste, weil hier die Gagen der Schauspieler anfallen. Mit dem Beginn der Dreharbeiten ist die Vorbereitungszeit abgeschlossen, das heißt, das Drehbuch liegt in seiner Endfassung vor, die Besetzung steht fest, die Bauten am Set sind weitestgehend abgeschlossen und die Motive der Außenaufnahmen festgelegt.
Unmittelbar vor dem Dreh einer Einstellung wird die Szene mit einer Drehprobe unter Beteiligung von Kamera, Licht und Ton durchgespielt. Anschließend läuft die Aufnahme mit einer ritualisierten, schnellen Folge von Anweisungen und Bestätigungen ab:

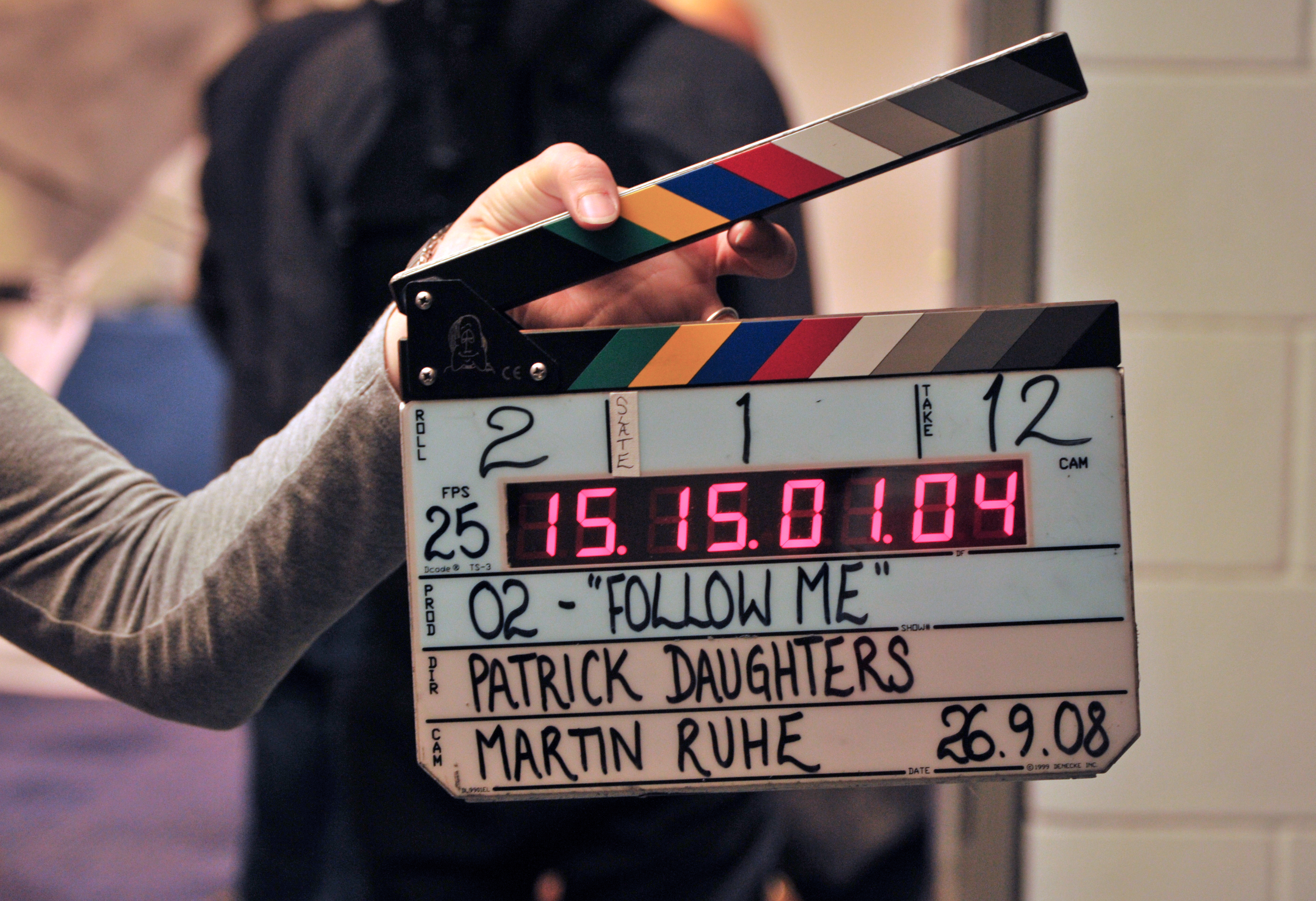
Filmklappe kurz vor Beginn der eigentlichen Aufnahme

1. Aufnahmeleiter/Regisseur: „Ruhe bitte!“
2. Regie/Regieassistenz: „Ton ab!“. Antwort: „Ton läuft!“ (oder kurz „Läuft!“)
3. Regie/Regieassistenz: „Kamera ab!“. Antwort: „Kamera läuft!“
4. Es folgt die Klappe.
5. Regisseur: „Und bitte!“ (in deutschen Filmsynchronfassungen fälschlich: „Action!“)
6. Es folgt die Szene.
7. Regisseur: „Danke!“ (in deutschen Filmsynchronfassungen fälschlich: „Cut!“)

Die Ritualisierung dient der allgemeinen Konzentration am Drehort und hat den Zweck, Kosten für Filmmaterial zu sparen, indem nur die Aufnahmen zum Film aufgenommen werden und nicht die Vorbereitungen zur Aufnahme. Jede Aufnahme wird so oft wiederholt, bis der Regisseur mit ihr zufrieden ist.

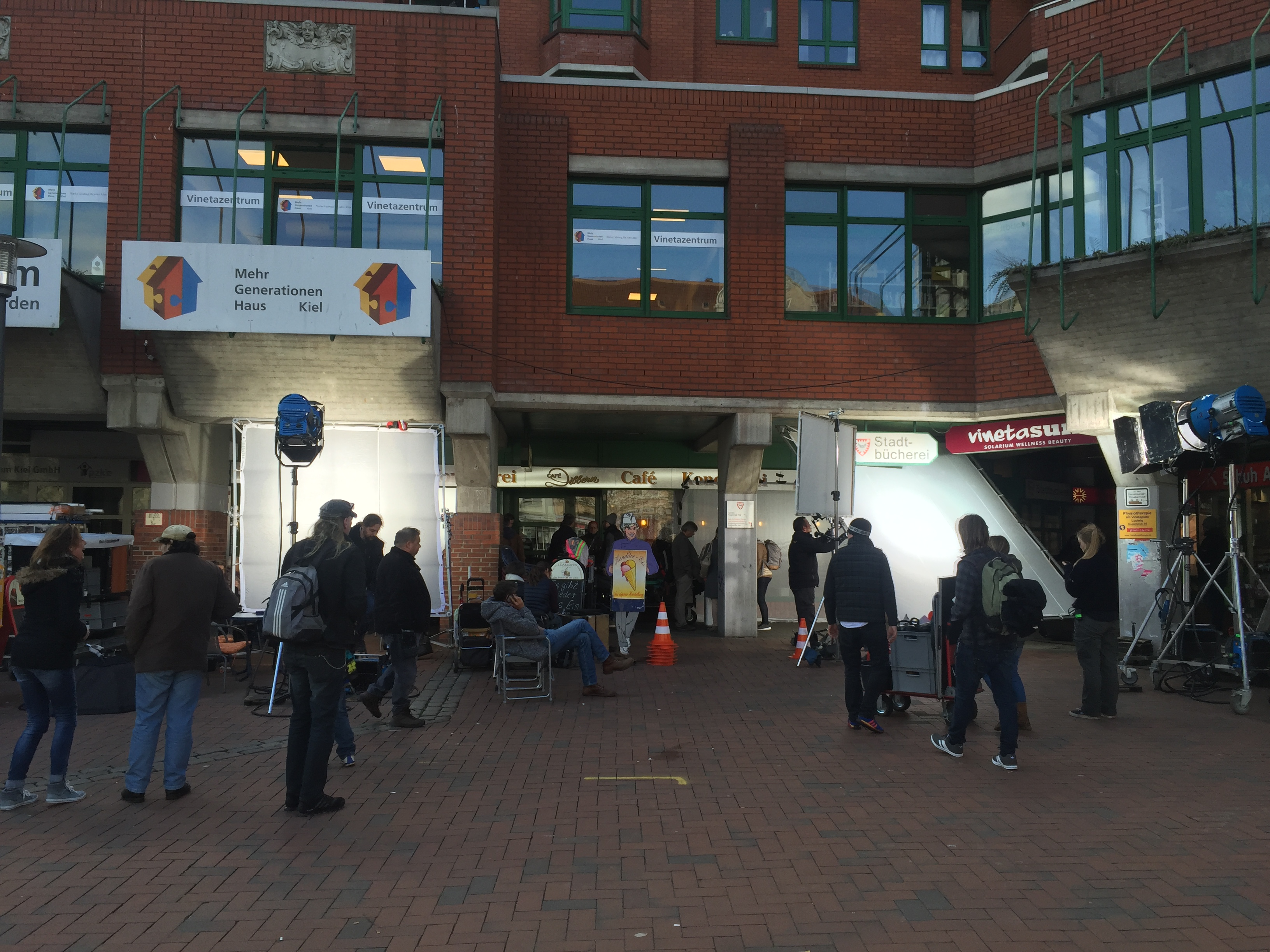
Dreharbeiten zu einem Tatort

Neben dem eigentlichen Filmteam, das die Hauptaufnahmen des Films erstellt (engl. unit), existiert vor allem bei aufwendigeren Produktionen ein zweites Team (engl. second unit), das wiederum eine vollständige Filmcrew mit einem eigenen Regisseur umfasst. Die Second Unit arbeitet unabhängig, jedoch in Abstimmung mit dem Regisseur des Gesamtprojekts und ist zum einen für Stadt- und Landschaftsaufnahmen, Establishing Shots und Zwischenbilder sowie zum anderen für aufwendige Massen-, Action- und Stunt-Szenen zuständig.
Die Länge der Dreharbeiten richtet sich nicht allein nach der Länge des Films, sondern auch nach Anzahl und Art der Drehorte. Die Drehzeit für einen 90-minütigen Film liegt in Europa bei 12 bis 100 Tagen. In den USA wird bei Studioproduktionen je nach Filmprojekt eine Drehzeit von 15 bis 20, von 40 bis 50 oder bei größeren Produktionen von 80 bis 100 Tagen zugrunde gelegt, wobei in anderen Ländern zum Teil noch wesentlich länger gedreht wird. Wegen Drehpausen und schwer kalkulierbaren Nachdrehs wird die Anzahl der Drehtage in der Regel höher angesetzt als eigentlich notwendig.

### Nachaufnahmen
Bei der Verwendung von analogen Kameras wird das belichtete Material des Vortags vom Regisseur, Kameramann und Produzenten gesichtet, um festzustellen, ob Aufnahmen nachgedreht werden müssen. Bei digitalen Kameras kann die Sichtung der sogenannten Muster (engl. dailies) bereits direkt nach der Aufnahme erfolgen. Sofern sich das Material als ungenügend oder fehlerhaft erwiesen hat, wird noch am Drehtag (digital) oder am Tag der Musterung (analog) ein Nachdreh durchgeführt.
Seltener sind Aufnahmen nach Abschluss der gesamten Dreharbeiten, weil sich Material im Nachhinein als unbrauchbar herausgestellt hat oder zusätzliche Aufnahmen benötigt werden, etwa weil nach den Dreharbeiten Mängel in der Erzählstruktur erkennbar werden. Andere Gründe für die Notwendigkeit eines nachträglichen Nachdrehs sind zum Beispiel der Wunsch der Produktionsgesellschaft, einen Film kommerzieller zu gestalten, oder die Berücksichtigung von Schauspielern, deren Leistung nicht ausreichend war, oder die im Nachhinein nicht zum Projekt passen und ersetzt werden müssen.